# Встречный (Чукотский автономный округ)
Встре́чный — бывший посёлок городского типа в Билибинском районе Чукотского автономного округа России.

## Географическое положение
Расположен на правом берегу реки Энмынвеем вблизи отрогов Пырканайских гор.
Расстояние до районного административного центра составляет 72 км, до города окружного значения — 643 км.

## Население
| 1970 | 1979  | 1989  | 2002 | 2010 | 2011 | 2021 |
| ---- | ----- | ----- | ---- | ---- | ---- | ---- |
| 1819 | ↘1572 | ↗1641 | ↘13  | ↘0   | →0   | →0   |

## История
В 1961 году на золотоносном месторождении реки Энмынвеем при Билибинском Горно-обогатительном комбинате (ГОКе) был организован прииск «Встречный», тогда же стал строиться одноимённый посёлок горняков, который в 1965 году получил статус посёлка городского типа.
В 1963 году прииск «Встречный» был переименован в прииск имени 45-летия ВЛКСМ.
9 ноября 1995 года Билибинский ГОК приказом № 131 упразднил прииск. Посёлок был оставлен жителями в 1996 году.
В 2004 году «Чукотавтодор» закончил капитальный ремонт дороги, соединяющий райцентр с посёлком Встречный, что означает[прояснить], что какая-то разработка в посёлке ещё велась.
С 1998 года посёлок Встречный находится в стадии ликвидации.
Улицы посёлка: Дорожная, Коммунальная, Комсомольская, Космонавтов, Ленина, Мира, Нижняя, Центральная, Школьная, Юбилейная.

## Памятники природы
В окрестностях посёлка на вершинах гор находятся интересные геологические объекты в виде одиночных останцов, сложенных порфиробластическими гранитами, высота некоторых из них достигает 50 метров.